# Adolf Wermuth
Adolf Wermuth, född 23 mars 1855 i Hannover, död 11 oktober 1927 i Berlin, var en tysk kommunalman och politiker.
Wermuth var först förvaltningsämbetsman och anställdes 1883 i tyska riksinrikesministeriet, där han 1889 blev föredragande råd, 1900 direktör och 1904 understatsskreterare. Dessemellan var han tysk rikskommissarie vid världsutställningarna i Melbourne 1888-1989 och i Chicago 1893. 
Wermuth var från juli 1909 till mars 1912 riksfinansminister och utsågs 15 maj 1912 till Berlins överborgmästare. Som sådan utförde han ett stort arbete för den tyska rikshuvudstadens utveckling, grundlade kommunala elektricitetsverk, verkade för tunnelbanans utvidgning och under första världskriget gjorde han värdefulla insatser för kommunens verksamhet för att anskaffa livsmedel, motarbeta arbetslöshet och ordna understöd åt nödställda samt hade betydande inflytande över genomförandet av grannkommunernas inkorporering i Stor-Berlin. 
Efter novemberrevolutionen 1918 blev Wermuths ställning allt svårare genom de ständiga strejkerna och den yttersta vänsterns växande inflytande i det kommunala livet. Wermuth, som själv stod utanför de politiska partierna, ådrog sig till sist misstro från såväl borgerligt som socialistiskt håll, särskilt under den kommunala elektrikerstrejken hösten 1920, och lämnade kort därpå (i november samma år) överborgmästarämbetet. Han skildrade sina minnen i Ein Beamtenleben - Erinnerungen (1922).